# Reinigung (Instandhaltung)
Reinigung (oder das Reinigen bzw. Putzen) ist ein Sammelbegriff für das Aufrechterhalten und Wiederherstellen von Reinheit in Industrie, Gewerbe und Haushalt. Neben Instandhaltung und Aspekten der Hygiene umfasst es auch Sicherheit (Ordnung) und ästhetische Gesichtspunkte. Die gewerbliche Reinigung fasst man in den angestellten Reinigungsberufen und im selbständigen Gewerbe der Gebäudereinigung zusammen.
Die Reinigung von fertigen Produkten wird unterschieden vom Reinigen als Fertigungsverfahren im Zuge der industriellen Produktion.

## Reinigung im Haushalt

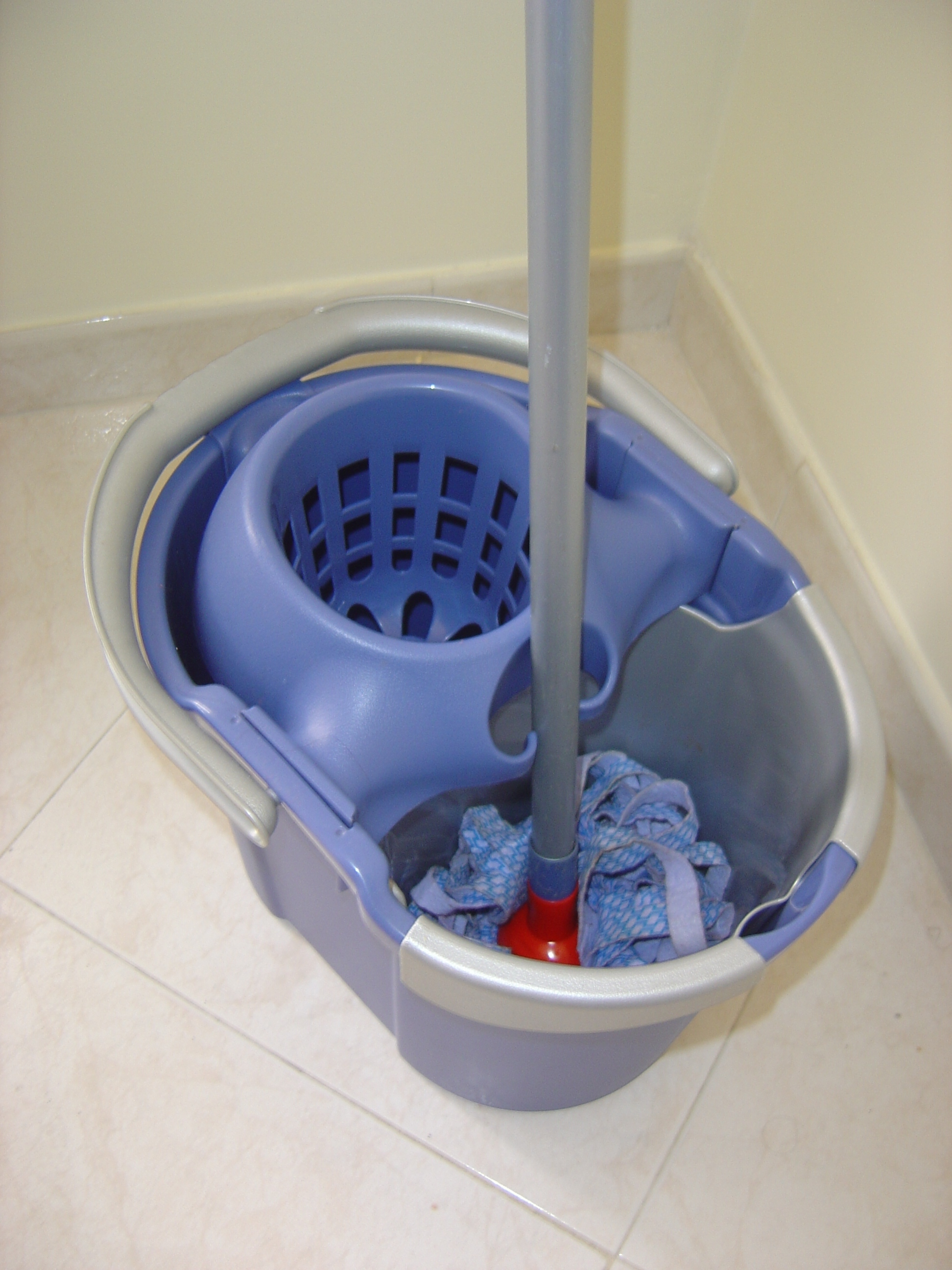
Wischmopp mit Eimer für die Fußbodenreinigung

Die Reinigung im Haushalt entfernt Schmutz in Wohn-, Wirtschafts- und Sanitärräumen. Sie dient der Hygiene, erhält den Wert der Räume und Einrichtungsgegenstände und verbessert ihr Aussehen.

### Reinigungsarten
Die drei Grundarten der Haushaltsreinigung sind die Sicht-, die Unterhalts- und die Grundreinigung: Sie werden in festgelegten Zeitabständen periodisch durchgeführt. Welche Arbeiten notwendig sind, hängt von der Einrichtung der Räume, ihrer Nutzung und den Ansprüchen, gegebenenfalls auch von gesetzlichen Hygienevorschriften ab.
- Die Sichtreinigung beseitigt nur Schmutz, der direkt sichtbar ist. Hierzu zählt das Aufräumen, das Leeren der Papierkörbe, das Lüften und das Entfernen grober, sichtbarer Verschmutzungen.
- Die Unterhaltsreinigung fällt in der Regel täglich oder wöchentlich an. Sie erhält den gewünschten oder geforderten Zustand des Haushalts. Typische Arbeiten sind Staubwischen, Staubsaugen, Fußboden wischen, Nassreinigung der Sanitärobjekte und Abfallbeseitigung.
- Die Grundreinigung (umgangssprachlich auch Frühjahrsputz genannt) wird im Privathaushalt ein- bis zweimal jährlich, in Großhaushalten auch öfter durchgeführt. Sie umfasst alle Arbeiten der Unterhaltsreinigung und zusätzlich die intensive Pflege der Räume und der Einrichtung. Dazu gehört zum Beispiel das Waschen der Gardinen, Fensterputzen, das Reinigen von Heizkörpern, Türen, Wandfliesen und Schränken, das Pflegen von Polstermöbeln und anderen textilen Flächen. Im gewerblichen Bereich wird die Grundreinigung nach Bedarf und besonderer Vereinbarung durchgeführt. Sie umfasst die Beseitigung von Verunreinigungen und zusätzlich auch gegebenenfalls vorhandenen entfernbaren Pflegeschichten bis zur eigentlichen Oberfläche des Materials. Je nach Untergrund wird die Reinigung mit sauren (pH-Wert unter 7) oder alkalischen Mitteln durchgeführt (pH-Wert 7 bis 10,5).[1]

### Werkzeuge und Methoden
Reinigung ist im Wesentlichen Handarbeit. Die Wahl von Geräten, Maschinen und Reinigungsmitteln wird von der Beschaffenheit des schmutzigen Objekts und der Art des Schmutzes bestimmt. Das wichtigste Reinigungsmittel ist Wasser. Haushaltsreiniger enthalten meist Tenside als reinigungsaktive Substanz und werden mit Wasser verdünnt. Empfindliche Möbel und Geräte dürfen jedoch unter Umständen nur trocken gereinigt, das heißt abgestaubt oder abgesaugt werden. Für nicht wasserlöslichen Schmutz wie Fett oder Kaugummi werden lösungsmittelhaltige Reiniger eingesetzt. Spezielle Reinigungsmittel gibt es auch für andere Materialien wie Leder oder Metalle. Nach dem Reinigen können Pflegemaßnahmen wie das Polieren von Holzoberflächen oder das Bohnern von Fußböden anfallen. In speziellen Räumen wie Krankenhäusern oder Altersheimen muss bei der Reinigung auch eine Desinfektion durchgeführt werden.
- Fußböden werden trockengereinigt, feucht- oder nassgewischt. Als Werkzeug kommen Besen, Kehrblech und Handfeger, Breitwischgerät oder Wischmopp, Eimer, Schrubber und Staubsauger zum Einsatz. Die Shampoonierung entfernt eingetretenen Schmutz auf Teppichböden, lose aufliegende Teppiche werden mit dem Teppichklopfer ausgeklopft.
- Zum Fensterputzen werden Einwascher, Fensterabzieher, Fensterleder und Schwammtücher benötigt. Die Scheiben werden eingeweicht, gegebenenfalls mit Glasreiniger eingesprüht und abgezogen.
- Geschirr wird von Hand im Spülbecken mit einem Schwammtuch oder einer Spülbürste, oder in der Geschirrspülmaschine gewaschen. Zum Abtrocknen ist ein Trockentuch zu gebrauchen.
- Bei Möbeln, Haushaltsgeräten und anderen Einrichtungsgegenständen bestimmt vor allem die Oberfläche die notwendige Behandlung. Holzmöbel werden abgestaubt und poliert, Polstermöbel abgebürstet und abgestaubt, Flecken mit Spezialreiniger beseitigt. Die Reinigung von Elektrogeräten wird in der Regel in der entsprechenden Gebrauchsanleitung beschrieben.
- Badezimmer und Toiletten müssen aus Hygienegründen feucht oder nass gereinigt werden. Geputzt wird mit Reinigungsmittel, Scheuerpulver, gegebenenfalls Kalklöser und Schwamm. Toiletten werden mit WC-Bürste und WC-Reiniger gesäubert, bei verstopften Rohren müssen auch Saugglocke oder Rohrreiniger eingesetzt werden. Aufgrund der hygienischen Gefahren, die von schmutzigen Sanitäranlagen ausgehen, ist dies die häufigste Arbeit, die bei der Reinigung im Haushalt anfällt.
- Spezialgeräte: Zur umweltschonenden Reinigung werden in Privathaushalten Dampfreiniger, in Großhaushalten auch Hochdruckreiniger eingesetzt.

### Personal
Die Reinigung von Privathaushalten führen entweder Angehörige des Haushalts (d. h. Mitglieder der Wohngemeinschaft, der Familie etc.) oder Hauspersonal, zum Beispiel Reinigungskräfte oder Hauswirtschafter, durch. Gebäudereiniger sind in der Regel in Großhaushalten im Einsatz.
Im Jahr 2011 waren in Deutschland 260.000 Menschen sozialversicherungspflichtig als Haushaltshilfe tätig. Damit nahm die Anzahl der sozialversicherungspflichtig beschäftigten Putzkräfte erstmals seit 2001 wieder zu.
Seit 2011 entstehen mittelständische, deutsche Unternehmen, die Reinigungskräfte sozialversicherungspflichtig beschäftigen und einen regelmäßigen Reinigungsdienst für Privathaushalte auf Stundenbasis anbieten. Der Kunde schließt den Dienstleistungsvertrag direkt mit dem Unternehmen ab. Im Krankheitsfall der Reinigungskräfte erhalten die Angestellten eine Lohnfortzahlung und der Kunde bekommt für Fehlzeiten der Stammkraft eine Ersatz-Haushaltshilfe gestellt. Fahrkosten und Haftpflichtversicherung werden vom Arbeitgeber übernommen.

### Arbeitsschutz
Das System der sozialen Sicherung in Deutschland verlangt von Unternehmen, dass sie ihre Arbeitnehmer in der gesetzlichen Unfallversicherung der Berufsgenossenschaften versichern. Versichert sind Arbeitsunfälle, Wegeunfälle und Berufskrankheiten. Für das Gebäudereiniger-Handwerk ist die Berufsgenossenschaft der Bauwirtschaft zuständig. Gebäudereiniger gehen arbeitstäglich mit Reinigungschemikalien um. Dazu gehören auch gefährliche Stoffe, die zu Allergien und Erkrankungen führen können. Den Umgang mit gefährlichen Stoffen regelt die Gefahrstoffverordnung. Die Berufsgenossenschaft verpflichtet Reinigungsunternehmen auch, Schutzausrüstung für ihre Arbeitnehmer zur Verfügung zu stellen. Gebäudereiniger nutzen eine Vielfalt von Zugangstechniken wie Leitern, Gerüste, Hubarbeitsbühnen oder Fassadenbefahranlagen. Hier sind die entsprechenden Unfallverhütungsvorschriften zu beachten. Sicherheitshinweise gibt es auch bei der Reinigung von Elektrogeräten. Sie gehen in der Regel aus der entsprechenden Bedienungsanleitung hervor.